# Дьюлаи, Михай
Михай Дьюлаи (венг. Gyulai Mihály, р. 2 ноября 1953) — венгерский борец вольного стиля, призёр чемпионатов Европы.

## Биография
Родился в 1953 году в Будапеште. В 1974 году занял 5-е место на чемпионате мира. В 1976 году стал серебряным призёром чемпионата Европы, а кроме того принял участие в Олимпийских играх в Монреале, но наград не завоевал. В 1978 году стал бронзовым призёром чемпионата Европы. На чемпионате мира 1979 года занял 6-е место.